# Дадов, Исламбек Мухадинович
Исламбек Мухадинович Дадов (азерб. İslambəy Dadov; 20 января 1997, Кабардино-Балкария, Россия) — российский и азербайджанский борец греко-римского стиля, чемпион Азербайджана, призёр Индивидуального кубока мира, мастер спорта России.

## Спортивная карьера
Уроженец Кабардино-Балкарии. Является воспитанником школы греко-римской борьбы города Терек, сначала занимался под руководством тренера Казбека Наурзокова, с 2008 года тренируется у Залима Умарова. В конце марте 2012 года в Махачкале стал победителем Первенства СКФО среди юниоров. 23 апреля 2012 года ему было присвоено звание мастер спорта России. В 2014 году Исламбек сменил спортивное гражданство и стал выступать за Азербайджан. 17 июля 2014 года в словацком городе Снина завоевал бронзовую медаль юношеского первенства мира. 25 августа 2014 года в китайском Нанкине стал победителем Летних юношеских Олимпийских игр. 13 декабря 2020 года дошёл до финала Индивидуального кубка мира, в котором уступил россиянину Назиру Абдуллаеву.

## Спортивные результаты
- Летние юношеские Олимпийские игры 2014 — ;
- Чемпионат Азербайджана по борьбе 2016 — ;
- Чемпионат Азербайджана по борьбе 2018 — ;
- Чемпионат Азербайджана по борьбе 2019 — ;
- Индивидуальный кубок мира по борьбе 2020 — ;